# Fritz Zulauf
Fritz Zulauf (19 aprile 1893 – Zurigo, dicembre 1941) è stato un tiratore a segno svizzero.

## Palmarès

### Olimpiadi
- 2 medaglie:
  - 2 bronzi (Anversa 1920 nella pistola militare individuale; Anversa 1920 nella pistola militare a squadre)